# VDRL
La VDRL, acronimo di Venereal Disease Research Laboratory, è un test sierologico non treponemico per la sifilide. Solitamente viene associato al test treponemico FTA-ABS.
La sifilide è una malattia infettiva causata dal Treponema pallidum; la diagnosi di laboratorio può essere eseguita attraverso dei test diretti e dei test indiretti (questi ultimi distinti in treponemici e non treponemici): nel primo caso i test identificano il germe responsabile (per esempio attraverso il prelievo di tessuto dalle lesioni cutanee), nel secondo caso si identificano gli anticorpi diretti o contro l'agente patogeno (test indiretti treponemici) o contro antigeni non specifici del batterio (test indiretti non treponemici). Questi anticorpi sono presenti nel siero generalmente dopo almeno 4 settimane dalla comparsa del sifiloma, la lesione primaria della malattia.
Il VDRL è un test di screening, agglutinazione in presenza degli antigeni: purtroppo sono presenti molti falsi positivi nei risultati, infatti affezioni come la mononucleosi infettiva, l'artrite reumatoide e la malaria possono dare reazione crociata. Il test FTA-ABS è il solo ad identificare gli anticorpi specifici contro il Treponema pallidum e rimarrà positivo anche dopo l'assunzione della terapia specifica.

## Meccanismo
Il VDRL è uno screening sierologico non treponemico per la sifilide, utilizzato anche per valutare la risposta alla terapia, rilevare il coinvolgimento del sistema nervoso centrale e come ausilio nella diagnosi della sifilide congenita. La base del test è che un anticorpo prodotto da un paziente con sifilide reagisce con un estratto di cuore di bue (difosfatidil glicerolo). Rileva quindi anticorpi anti-cardiolipina (IgG, IgM o IgA), visualizzati mediante formazione di schiuma del fluido della provetta o "flocculazione".
Il test rapido del reagente plasmatico (RPR) utilizza lo stesso antigene del VDRL, ma in quel test è stato legato a diverse altre molecole, tra cui una particella di carbonio per consentire la visualizzazione della reazione di flocculazione senza la necessità di un microscopio.
Molte altre condizioni mediche possono produrre risultati falsi positivi, tra cui alcuni virus (mononucleosi, epatite), farmaci, gravidanza, febbre reumatica, artrite reumatoide, lupus e lebbra.
Gli anticorpi anti-cardiolipina della sifilide sono indipendenti dalla glicoproteina beta-2 , mentre quelli che si verificano nella sindrome dell'anticorpo antifosfolipidico (associato al lupus per esempio) sono dipendenti dalla glicoproteina beta-2 e questo può essere usato per distinguerli in un saggio ELISA. Questo test è molto utile in quanto l'andamento dei titoli è correlato all'attività della malattia (ovvero i titoli in calo indicano un trattamento efficace). Ha una sensibilità molto buona per la sifilide, tranne che nella forma terziaria in ritardo.

## Test alternativi
Esistono numerosi test specifici per treponemici come il test fluorescente di assorbimento dell'anticorpo treponemico (FTA-ABS),  saggi di emoagglutinazione Treponema pallidum (TPHA) e il saggio di microhemagglutinazione (MHA-TP).
L'MHA-TP viene utilizzato per confermare un'infezione da sifilide dopo che un altro metodo risulta positivo ai batteri della sifilide. Il test MHA-TP rileva gli anticorpi contro i batteri che causano la sifilide e può essere utilizzato per rilevare la sifilide in tutte le fasi, tranne durante le prime 3-4 settimane. Questo test non viene eseguito sul liquido spinale. Il test MHA-TP è raramente utilizzato attualmente.
Il test di agglutinazione delle particelle di treponema pallidum (TP-PA) e Test sierico non riscaldato con rosso toluidina(TRUST) possono essere utilizzati per confermare un risultato VDRL positivo, sono più specifici per la sifilide rispetto ai test non treponemici e in presenza di un test positivo , più probabilmente indicano un'infezione attiva. Sfortunatamente, altre infezioni da treponemi come la framboesia, Sifilide endemica non venerea (data daTreponema pallidum endemicum),la pinta e altre infezioni da treponemi commensali non patogeni possono provocare un risultato positivo.

## Indicazioni
La Task Force americana per la prevenzione (USPSTF) raccomanda che vengano sottoposti a screening tutti gli individui a maggior rischio di contagio (in genere persone che tengono comportamenti sessuali ad alto rischio).

## Avvertenze
Ai test di screening positivi dovrebbero far seguito i test di conferma treponemico; successivamente va impostata la terapia antibiotica adeguata ed educato il paziente al controllo dei fattori di rischio.